# Ferrari 290 MM
Ferrari 290 MM — двухместный спортивный автомобиль, созданный Ferrari к 1956 году для участия в гонках на выносливость чемпионата World Sportscar Championship, и в первую очередь, для гонки Милле Милья 1956 года, которая и была в итоге выиграна. На 2023 год один из редчайших существующих автомобилей Ferrari. Индекс 290 MM означает объём одного цилиндра в куб.см и аббревиатуру от Милле Милья..
10 декабря 2015 года RM Sotheby's продал на аукционе 290 MM, которым управлял Хуан Мануэль Фанхио на Mille Miglia 1956 года, за 28 миллионов долларов США - это самая высокая цена за автомобиль, проданный в 2015 году, и третья самая дорогая машина на тот момент. В 2018 году еще один экземпляр был продан за 22 миллиона долларов США..

## Общее описание
Автомобиль конструктивно близок к Ferrari 860 Monza и фактически является его «эволюцией» под двигатель Jano V-12 (вместо стандартного для 860 Monza двигателя Lampredi L-4) и специфику дорожной гонки в 1600 км. (коей являлась Милле Милья)..

## Результаты в WSC

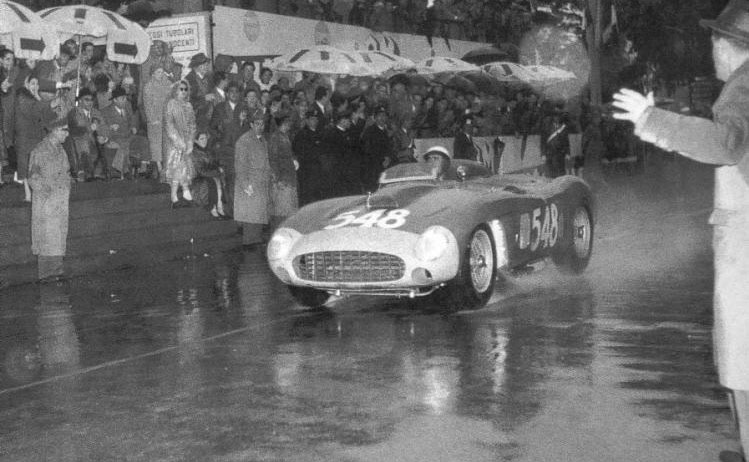
Эудженио Кастеллоти, выигрывающий Милле Милья 1956 в сильный дождь

Автомобиль заявлялся на различные этапы как минимум двух чемпионатов WSC 1956 и 1957 годов, позволил выиграть 3 гонки, и вместе с 860 Monza обеспечил Ferrari первое место по итогам чемпионата 1956 года.
Победы
- Милле Милья 1956 года (3 этап). Экипаж — Эудженио Кастеллотти.[6]
- Гран-При Швеции 1956 года (5 этап). Экипаж — Морис Трентиньян, Фил Хилл.[7]
- 1000 км Аргентины 1957 года (1 этап). Экипаж — Чезаре Пердиза, Мастен Грегори, Эудженио Кастеллотти, Луиджи Муссо.[8]